# Heuliez GX317
L'Heuliez GX317 è un autobus francese prodotto dal 1994 al 2005.

## Progetto
Il GX317 nasce per sostituire il precedente GX107. Il nuovo modello nasce sul telaio Renault CSS, lo stesso del Renault Agorà, con il quale condivide anche tutta la parte meccanica e l'impostazione generale; i due mezzi si differenziano tuttavia per finiture e qualità.
Oltre che nella taglia da 12 metri sono state prodotte la versione articolata (GX417, in 185 esemplari) e midibus (GX117).

## Tecnica

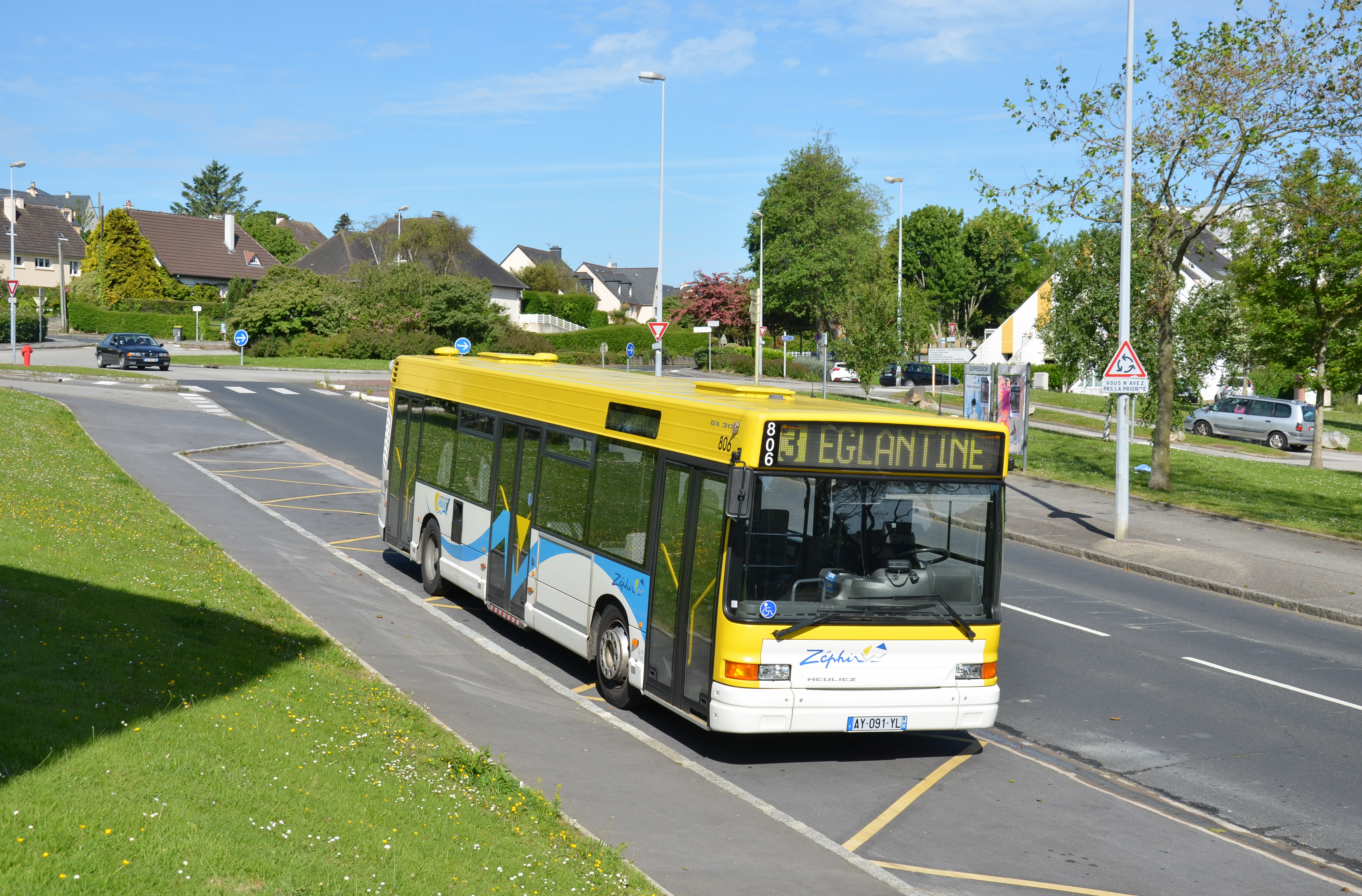
GX317 a Cherbourg

Come già accennato, il GX317 condivide la meccanica con il Renault Agorà. Il motore disponibile è il classico MIDR 06.20.45 da 206 o 253 cavalli; sono state inoltre disponibili le versioni alimentate a gas metano (motore MGDR 06.20.45 da 253 cv) oppure GPL (motore DAF RG 170 da 231 cv). La trasmissione è automatica ZF o Voith.
Nel 2002, con il passaggio alla normativa Euro 2, il GX317 ha ricevuto il nuovo motore Iveco Cursor 8 da 270 cavalli nelle versioni diesel e CNG; la versione GPL è invece uscita di produzione.
Costruito con la tecnica del pianale ribassato, presenta una vasta gamma di personalizzazioni sia interne che esterne, dai passaruota carenati ai sistemi di inginocchiamento laterale.

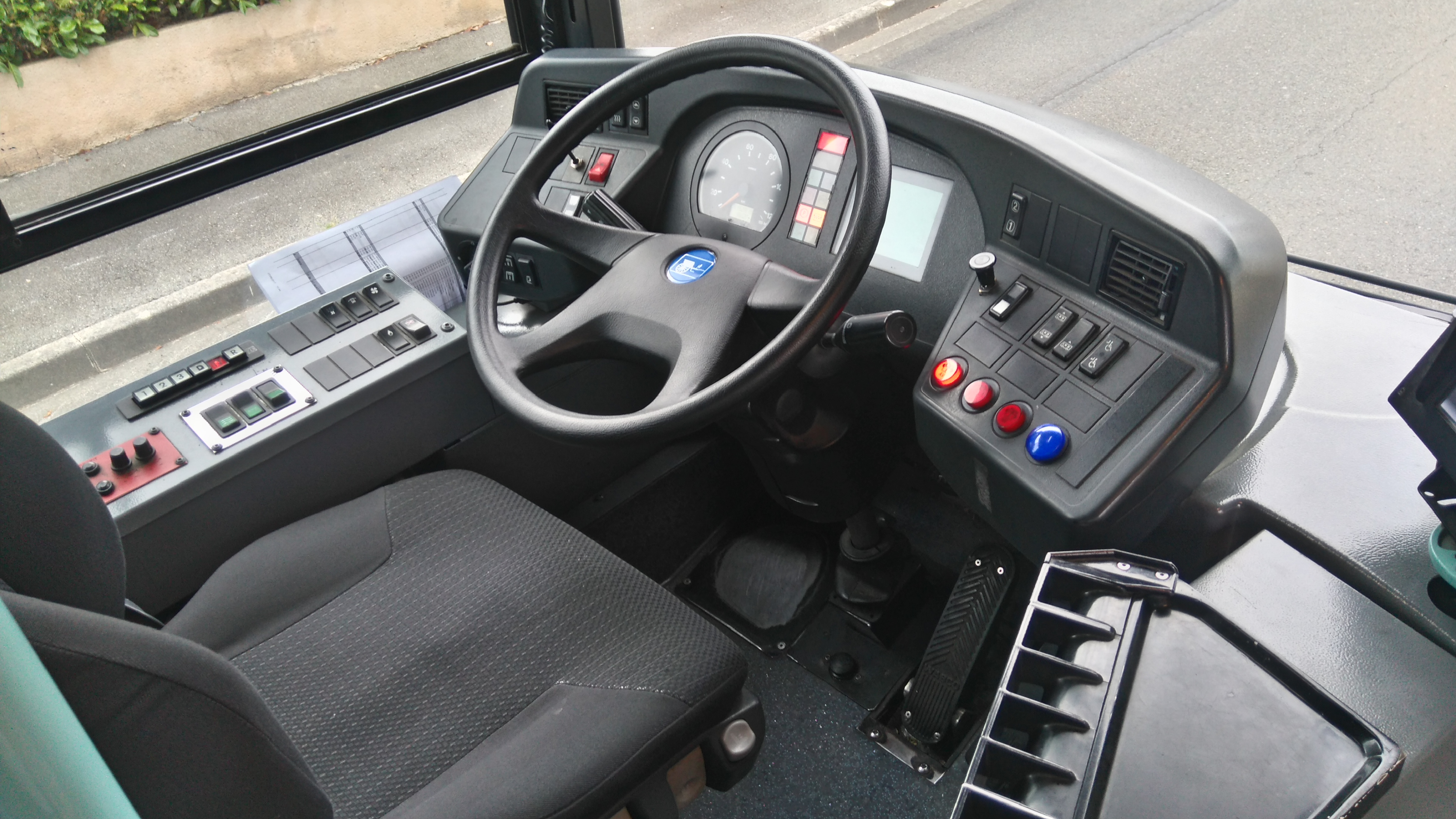
Cruscotto di un GX137

Alcuni esemplari sono stati venduti con la denominazione Renault Citybus. Ne è stata inoltre realizzata una versione su telaio Volvo, denominata Heuliez GX217.

## Versioni
Ecco un riepilogo delle versioni prodotte:

### GX317 standard[1]
- Lunghezza: 11,9 - 17,8 metri (GX417
- Allestimento: Urbano
- Alimentazione: Gasolio
- Produzione: dal 1994 al 2005

### GX317 GPL

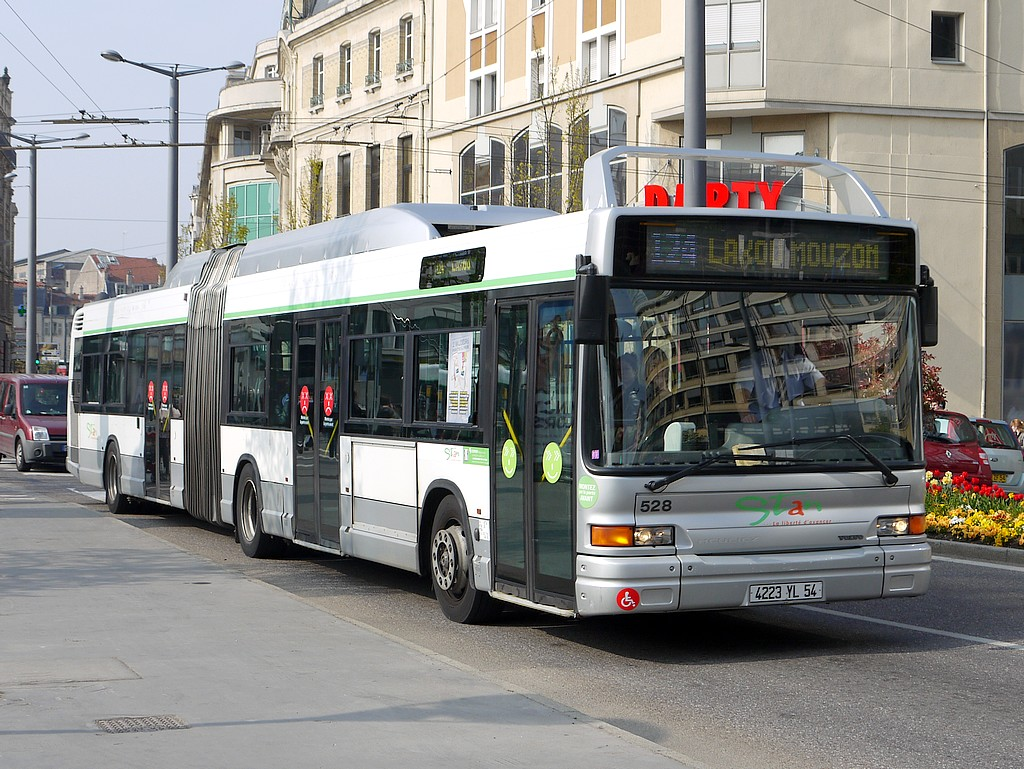
Heuliez GX417 CNG a Nancy

### GX317 GNV[2]
- Lunghezza: 11,9 - 17,8 metri (GX417)
- Allestimento: Urbano
- Alimentazione: Metano
- Produzione: dal 1998 al 2005

### GX317 GPL[3]
- Lunghezza: 11,9
- Allestimento: Urbano
- Alimentazione: Gasolio
- Produzione: dal 1998 al 2001

## Diffusione
Gran parte delle vetture con omologazione Euro 1, per raggiunta anzianità di servizio, è in corso di dismissione; alcune unità sono state tuttavia preservate come mezzi storici da alcuni gruppi di appassionati, oppure sono state rivendute in paesi in via di sviluppo.